# Xian de Fenghuang
Pour les articles homonymes, voir Fenghuang (homonymie).
Le xian de Fenghuang (chinois simplifié : 凤凰县 ; pinyin : Fènghuáng Xiàn ; litt. « district du phœnix ») est un district administratif de la province du Hunan en Chine. Il est placé sous la juridiction de la préfecture autonome tujia et miao de Xiangxi.
Le centre ancien a été proposé en 2008 pour une inscription au patrimoine mondial et figure sur la « liste indicative » de l’UNESCO dans la catégorie patrimoine culturel.

## Démographie
La population du district était de 350 195 habitants en 2010.

## Galerie

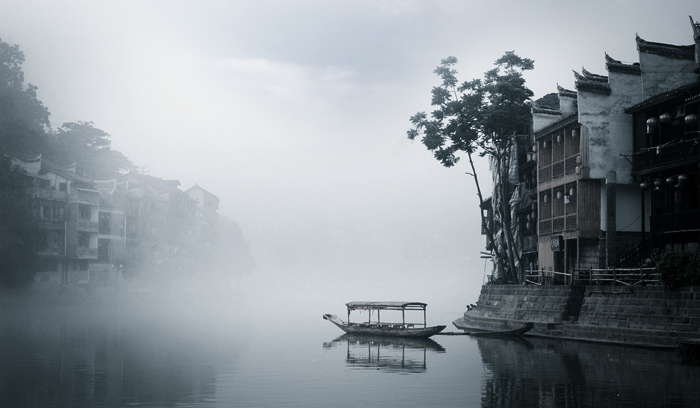
Canaux embrumés
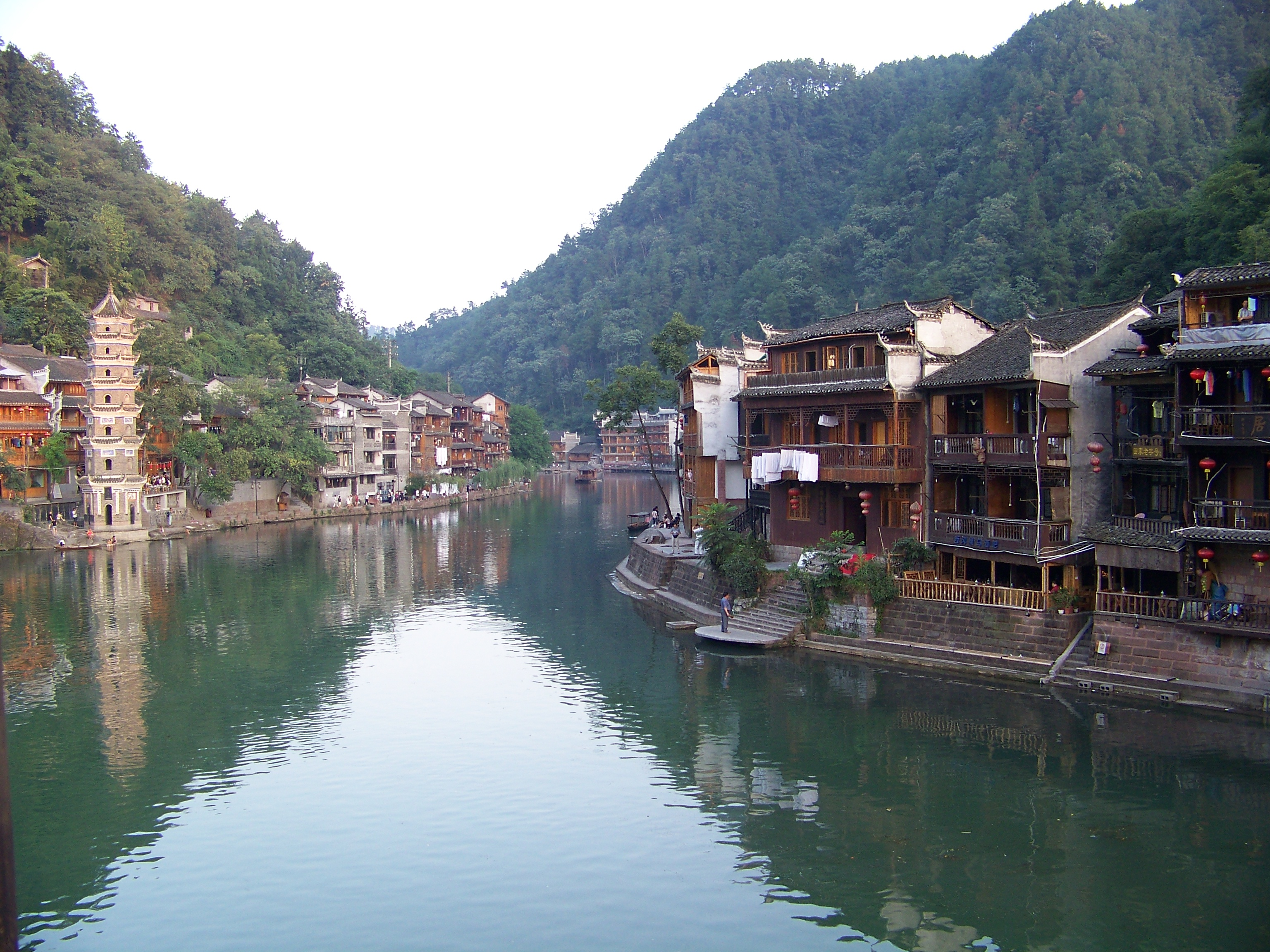
Vieille ville au bord de l'eau
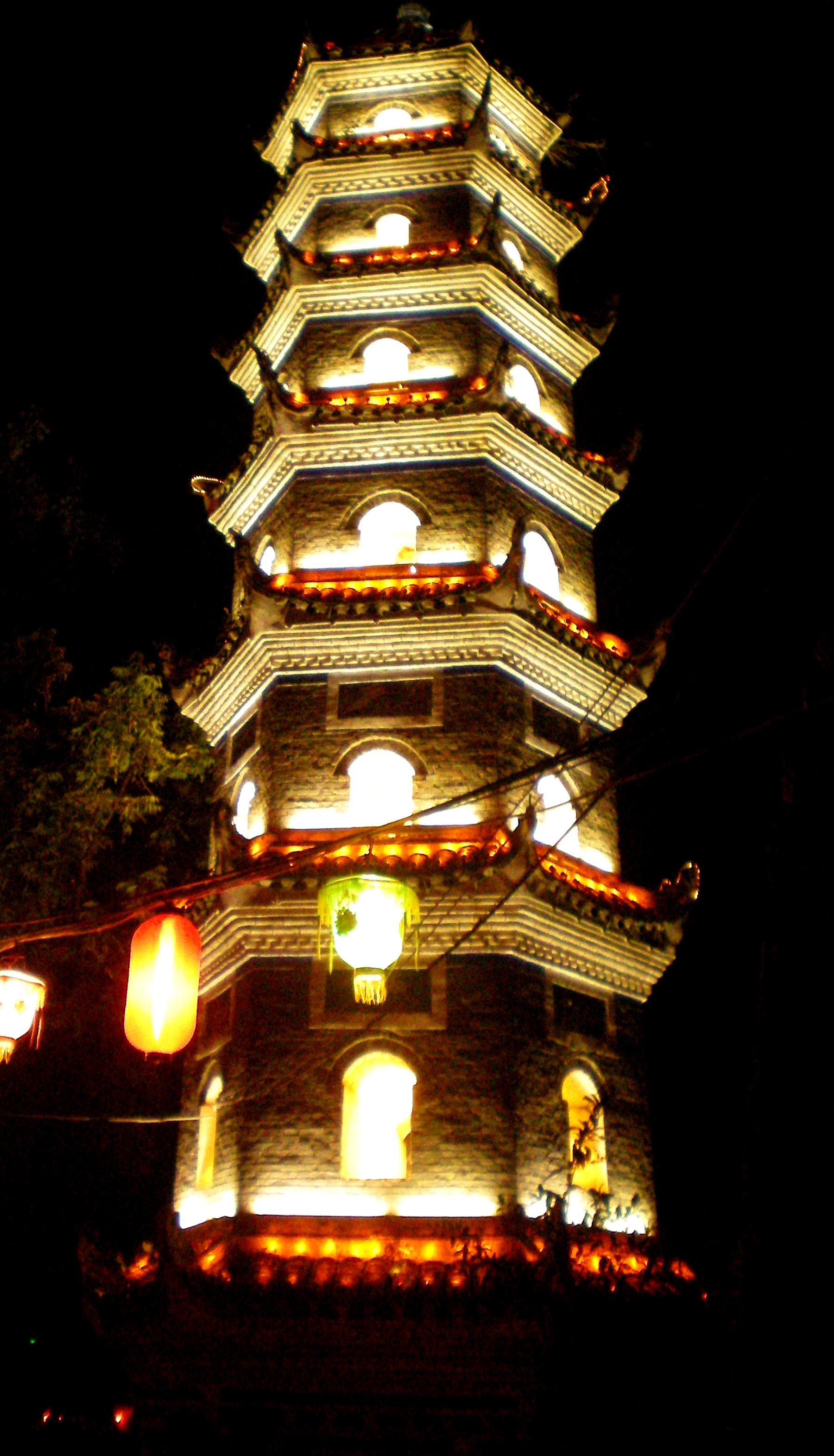
La pagode Wangming de nuit
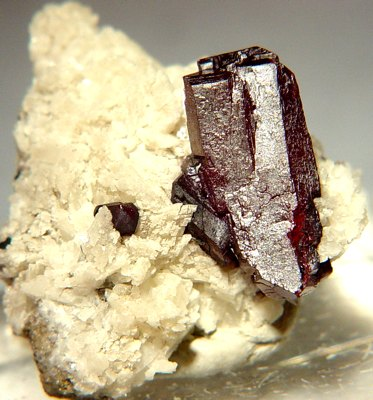
Cinabre et dolomite dont le Xian regorge.